# Gräberfeld von Lundskullen
Das Gräberfeld von Lundskullen (auch Gräberfeld von Lunda kulle genannt) liegt nahe der Straße E 20, in Södra Härene nördlich von Vårgårda in Västergötland in Schweden.

## Beschreibung
Auf dem 1925 von Gustaf Ewald (1884–1976) beschriebenen Hügel Lundskullen liegt ein Gräberfeld mit 40 höheren Bautasteinen, über 20 weiteren Denkmälern (Steinsetzungen, einem Treudd von etwa 10,0 m Kantenlänge, einem erhaltenen Domarring) sowie zwei neolithische Steinkisten.
Es gibt drei weitere niedrige Hügel in der Nähe und 18 niedrige Steinsetzungen weiter südlich. Die Grabarten weisen darauf hin, dass das Gräberfeld (abgesehen von den Steinkisten) während der Vendelzeit (550–800 n. Chr.) und eventuell während der frühen Wikingerzeit (800–1050 n. Chr.) genutzt wurde.